# Каролев (гміна Клембув)
Каролев (пол. Karolew) — село в Польщі, у гміні Клембув Воломінського повіту Мазовецького воєводства.
Населення — 234 особи (2011).
У 1975-1998 роках село належало до Остроленцького воєводства.

## Демографія
Демографічна структура станом на 31 березня 2011 року:
|          | Загалом | Допрацездатний вік | Працездатний вік | Постпрацездатний вік |
| -------- | ------- | ------------------ | ---------------- | -------------------- |
| Чоловіки | 119     | 26                 | 81               | 12                   |
| Жінки    | 115     | 20                 | 75               | 20                   |
| Разом    | 234     | 46                 | 156              | 32                   |